# Mayen

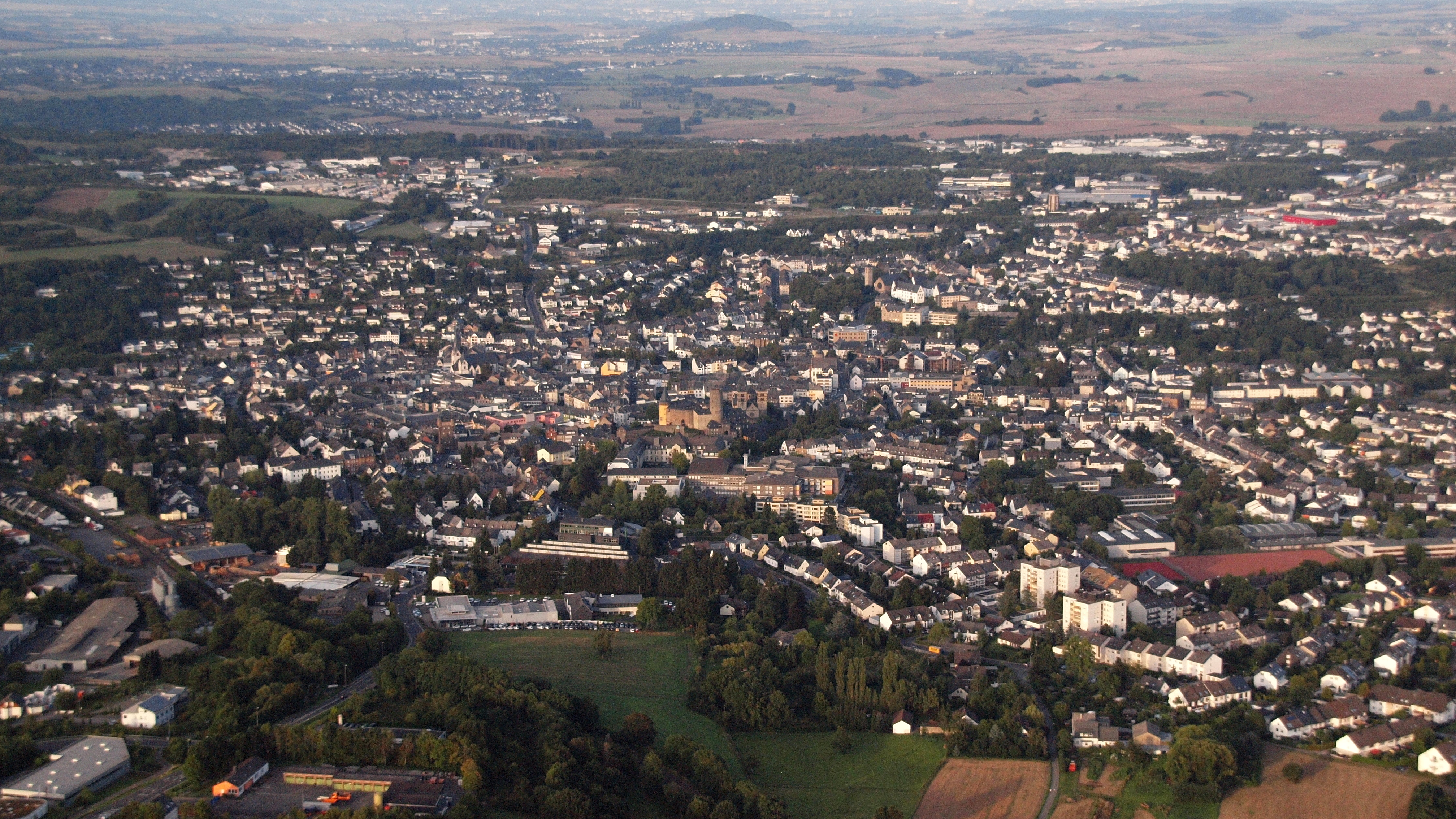
Mayen, Luftaufnahme (2015)

Mayen ist eine Große kreisangehörige Stadt im rheinland-pfälzischen Landkreis Mayen-Koblenz in der Vulkaneifel. Sie ist Verwaltungssitz der Verbandsgemeinde Vordereifel, bis zum 6. November 1970 war Mayen auch Verwaltungssitz des Landkreises Mayen. Mit rund 20.000 Einwohnern ist Mayen nach Bad Neuenahr-Ahrweiler die zweitgrößte Stadt der rheinland-pfälzischen Eifel.

## Geographie
Westlich sowie nördlich und südwestlich von Mayen erhebt sich in einer Geländestufe die Eifel. In östlicher Richtung öffnet sich die Landschaft zum flach auslaufenden Koblenz-Neuwieder-Becken, das wiederum in den Nordteil Pellenz und den Südteil Maifeld unterteilbar ist, die landläufig noch zur Eifel gerechnet werden. Daher kommt die Bezeichnung „Mayen, das Tor zur Eifel“.
Das Flüsschen Nette (Mittelrhein) durchfließt die Stadt von der Eifel kommend in Richtung Weißenthurm am Rhein.

### Stadtgliederung
Mayen gliedert sich in die Kernstadt und vier Stadtteile bzw. Ortsbezirke und eine Anzahl von Weilern und Wohnplätzen (Einwohnerstand zum 16. Januar 2012):
- Kernstadt Mayen (14.837 Einwohner; Fläche 3.209 ha) mit den Ortsbezeichnungen Ahl, Am Fichtenwäldchen, Bernardshof, Cond, Conderhöhe, Eiterbach, Geisbüschhof, Geisheckerhof, Im Stocktal, Kloster Helgoland, Kalenbornerhof, Katzenberg, Kirchershof, Müllershof, Papiermühle, Rech und Thomashof
- Alzheim (1.327 Einwohner; Fläche 1.004 ha) mit den Ortschaften In der Pluns und Wüsteratherhof
- Hausen (1.755 Einwohner; Fläche 499 ha) mit den Ortschaften Betzing, Grube Glückauf, Im Nettetal, Mosellaschacht, Nettehof, Wölwerhöfe, Zährensmühle I und Zährensmühle II
- Kürrenberg (1.212 Einwohner; Fläche 772 ha) mit der Ortschaft Karbachsberg
- Nitztal (167 Einwohner; Fläche 320 ha)

### Klima
Mayens Klima wird als warm und gemäßigt klassifiziert. Die Jahresdurchschnittstemperatur in Mayen liegt bei 9.1 °C. 717 mm Niederschlag fallen jährlich im Durchschnitt. Der geringste Niederschlag fällt mit 45 mm im April, der meiste mit 74 mm im Juli. Im Juli liegen die durchschnittlichen Temperaturen bei 17.2 °C und im Januar bei 0.7 °C.

## Geschichte

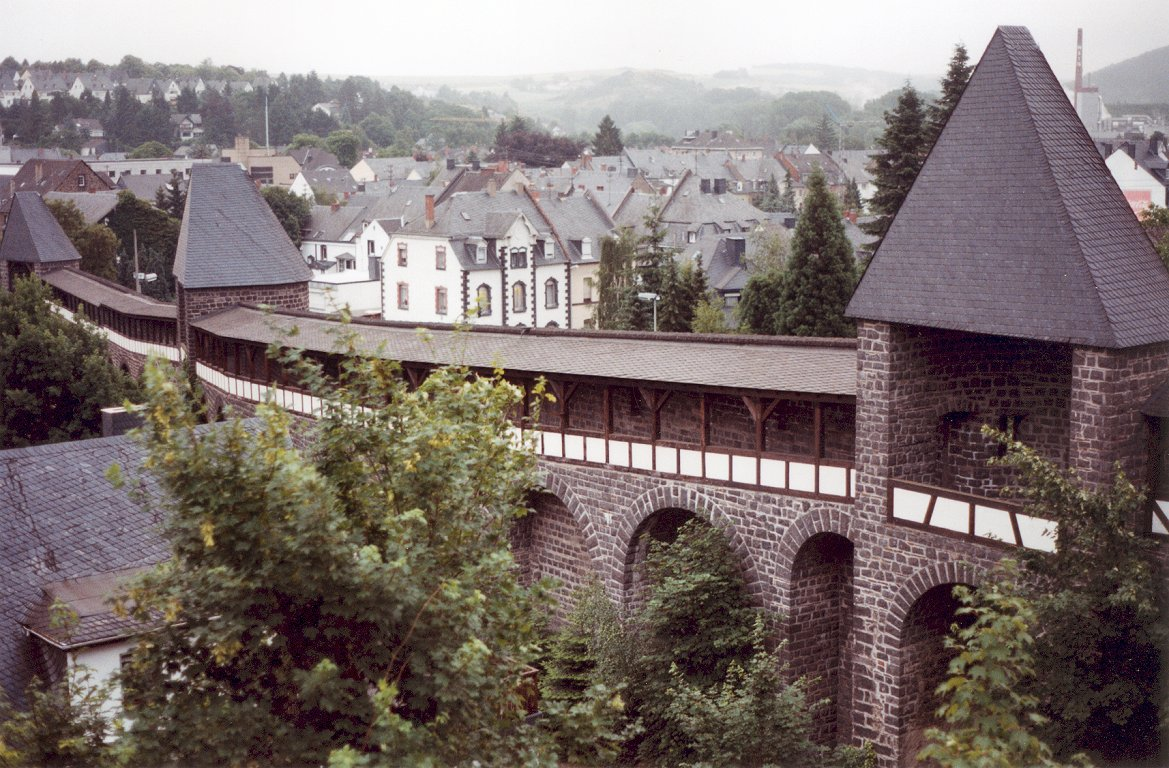
Mittelalterliche Stadtbefestigung

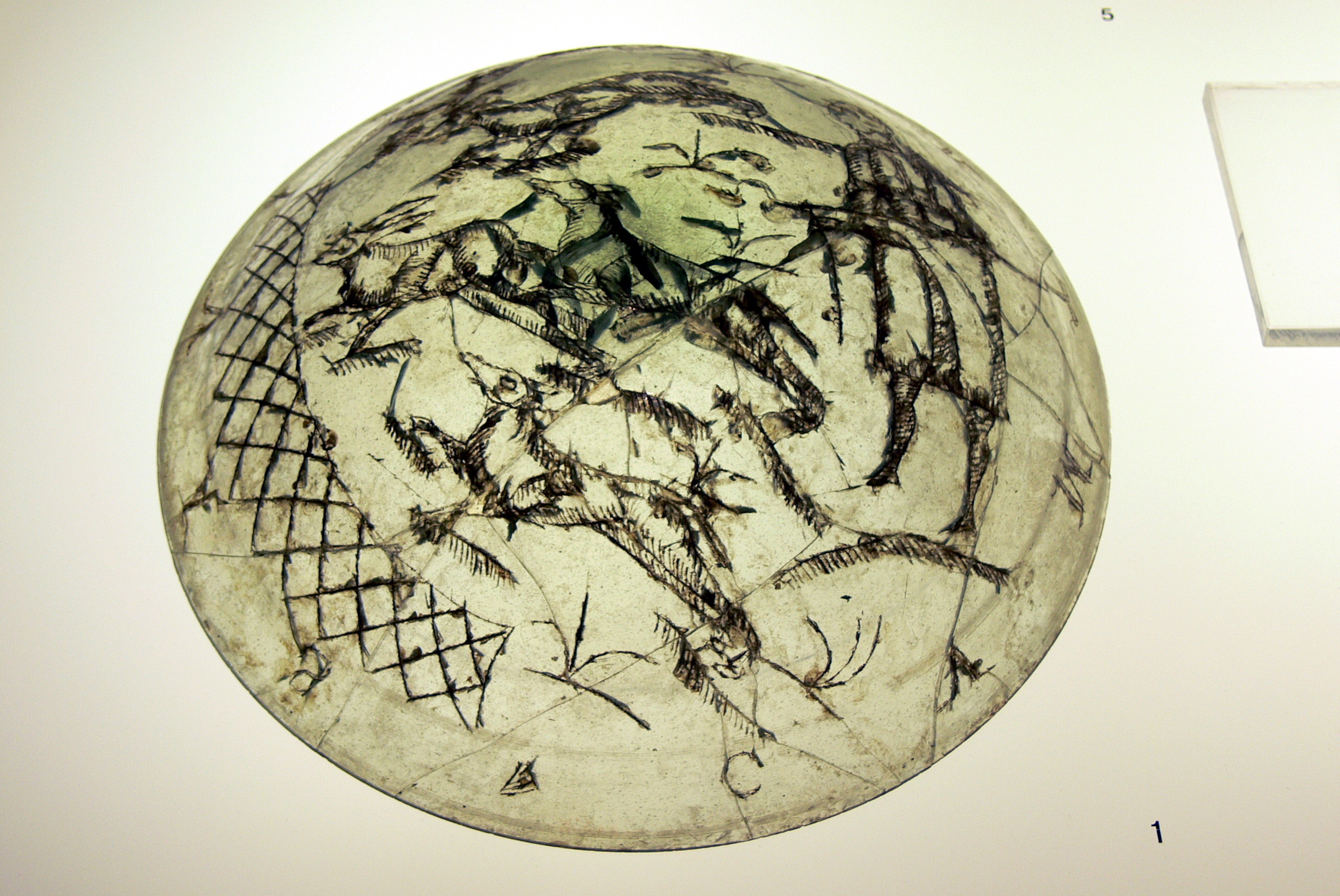
Römische Glasschale aus Mayen

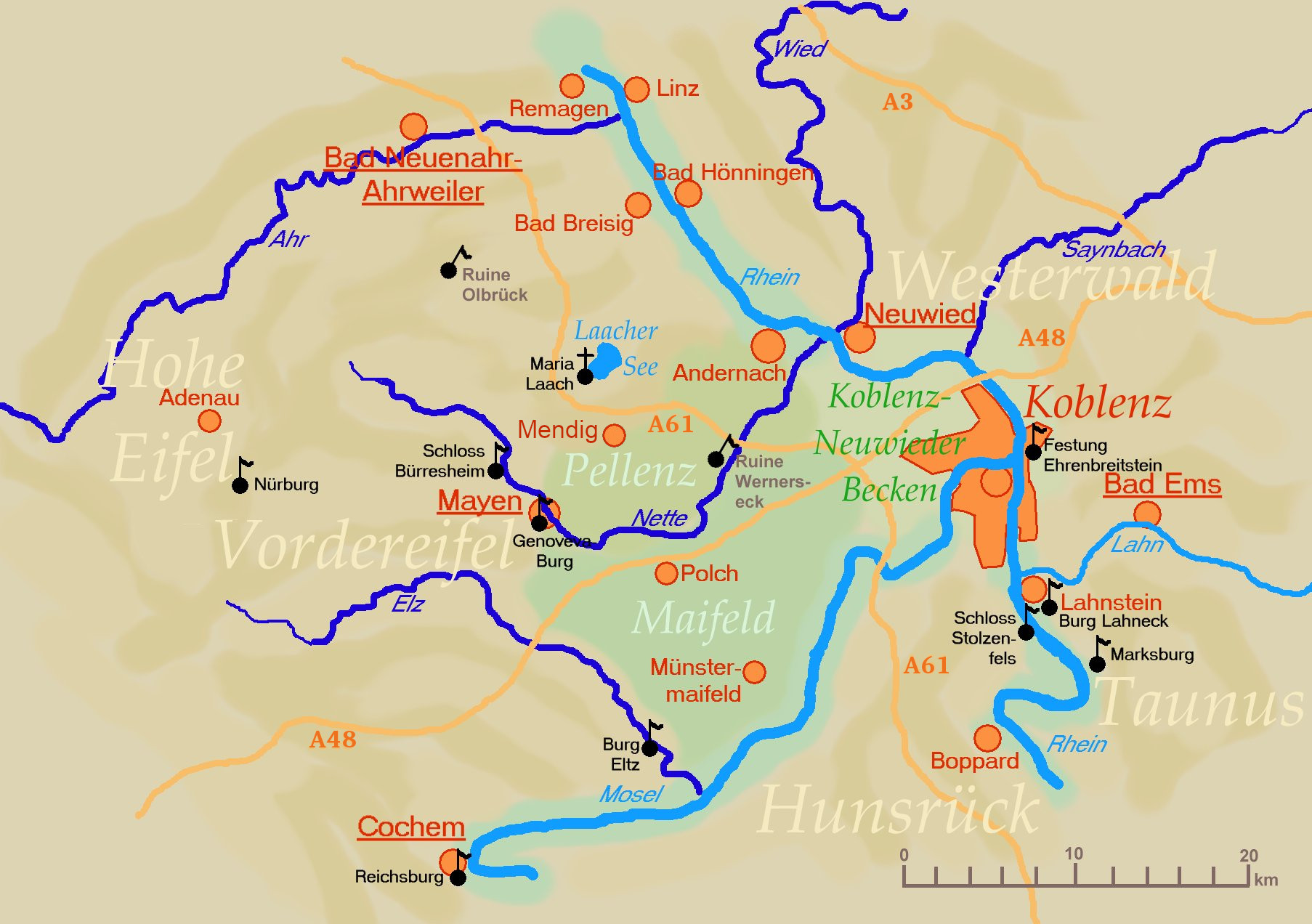
Landschaftskarte

Bereits zur Zeitenwende lag Mayen an der wichtigen Römerstraße Trier–Andernach und wurde später ein kleiner Wirtschaftsstandort. Hier waren von dem Ende des 3. Jahrhunderts bis ins Mittelalter Töpfereien angesiedelt, deren Produkte in ganz Mitteleuropa Verbreitung fanden. Eine weitere vorgeschichtliche Nutzung erfuhren die Steinbrüche im Umfeld, deren Basalt in Mayen zu Mühlsteinen und deren Tuff zu Sarkophagen weiterverarbeitet wurden. Diese Sarkophage fanden sich mit bedeutenden gläsernen Beigaben auf dem Gräberfeld (heute im Museum auf der Genovevaburg). In der Spätantike bestand eine spätrömische Höhenbefestigung auf dem nahen, 290 Meter hohen Katzenberg.
Der Name Mayen leitet sich wahrscheinlich von dem Namen Megina her, der 847 erstmals urkundlich den Ort in der Ebene beziehungsweise auf dem Feld (keltisch magos) bezeichnet. Mayen wurde 1041 erstmals urkundlich erwähnt und erhielt am 29. Mai 1291 neben Bernkastel, Welschbillig, Montabaur und Saarburg durch Rudolf I. von Habsburg die Stadtrechte verliehen. Namentlich ist Mayen möglicherweise verwandt mit dem südöstlich liegenden Maifeld, da Mayen im Mittelalter auch als Hauptstadt des Meiengaus bezeichnet wurde. Ein Zusammenhang mit dem Familiennamen „von Mayen“ darf vermutet werden, ist aber unerforscht.
Im Pfälzischen Erbfolgekrieg wurde die zu Kurtrier gehörige Stadt besetzt und weitgehend zerstört. Im Spätherbst 1794 besetzten französische Revolutionstruppen erneut das linke Rheinufer. Auf dem Wiener Kongress 1814/15 erhielt dann Preußen das gesamte links- und rechtsrheinische Gebiet. Mayen wurde Kreissitz. Über die Atmosphäre in der Stadt um 1900 schrieb der „Eifel“-Dichter Philipp Gottfried Maler (eigentlich Gottfried Stein) seinen heute weitgehend vergessenen Schlüsselroman Philipp zwischen Gestern und Morgen, in dem er von der Orientierungslosigkeit der Jugend in der Ära vor und während des Ersten Weltkriegs erzählt.
Während des Zweiten Weltkriegs wurde Mayen, insbesondere bei den Luftangriffen vom 12. Dezember 1944 und vom 2. Januar 1945, zu fast 90 Prozent zerstört, wobei 395 Einwohner ihr Leben ließen. Bereits kurze Zeit nach dem Kriegsende begannen die Einwohner Mayens unter der Leitung des Stadtbaumeisters Fritz Braun mit dem Wiederaufbau ihrer Stadt. Unter Beibehaltung der historischen Straßenzüge und alten Gebäude entwickelte sich in wenigen Jahren ein neues Stadtbild.
Seit 1946 ist die Stadt Teil des damals neu gebildeten Landes Rheinland-Pfalz.
Die heutige Stadt Mayen wurde im Rahmen der Mitte der 1960er Jahre begonnenen rheinland-pfälzischen Verwaltungs- und Gebietsreform gebildet. Am 7. November 1970 wurden die vier bis dahin eigenständigen Gemeinden Alzheim (849 Einwohner), Hausen bei Mayen (1242), Kürrenberg (686) und Nitztal (171) in die Stadt Mayen eingemeindet. Zuvor waren am 1. Januar 1967 die Gemeinde Nitztal aus den Ortsteilen Sankt Johann-Nitz der Gemeinde Sankt Johann und Kürrenberg-Nitz der Gemeinde Kürrenberg sowie am 7. Juni 1969 die Gemeinde Alzheim aus den beiden Gemeinden Allenz und Berresheim neu gebildet worden.
Bis 6. November 1970 war Mayen Kreisstadt des Landkreises Mayen, mit dem am 1. Juli 1956 zugeteilten Kfz-Kennzeichen MY. Die Kreisverwaltung wurde später nach Koblenz verlegt und der Kreis umbenannt in Landkreis Mayen-Koblenz mit dem am 12. Februar 1979 neu eingeführten Kfz-Kennzeichen MYK. Für kurze Zeit, vom 12. Juni 1973 bis 11. Februar 1979, wurde das Kennzeichen KO für den gesamten Landkreis vergeben, was jedoch auf heftigen Widerstand in der Bevölkerung stieß und daraufhin in MYK umgewandelt wurde. Koblenz behielt das Kennzeichen KO.
Im Rahmen der Kennzeichenliberalisierung stimmte der Mayener Stadtrat am 12. Dezember 2012 einstimmig für die Wiedereinführung des Kfz-Kennzeichens MY, was am 18. März 2013 durch den Kreistag bestätigt wurde. Seit dem 6. Mai 2013 ist das MY-Kennzeichen für die Stadt Mayen und den gesamten Landkreis Mayen-Koblenz damit wahlweise wieder erhältlich. Zum 31. Dezember 2017 waren bereits 49.604 MY-Kennzeichen zugelassen.
2020 zeichnete die Bundesministerin der Verteidigung die Stadt Mayen mit dem Preis Bundeswehr und Gesellschaft in der Kategorie Gebietskörperschaft aus.

### Einwohnerstatistik
Die folgende Tabelle zeigt die Entwicklung der Einwohnerzahlen auf dem Gebiet der Stadt.
| Mayen: Einwohnerzahlen von 1815 bis 2023 | Mayen: Einwohnerzahlen von 1815 bis 2023 | Mayen: Einwohnerzahlen von 1815 bis 2023 | Mayen: Einwohnerzahlen von 1815 bis 2023 | Mayen: Einwohnerzahlen von 1815 bis 2023 |
| ---------------------------------------- | ---------------------------------------- | ---------------------------------------- | ---------------------------------------- | ---------------------------------------- |
| Jahr                                     |                                          |                                          |                                          | Einwohner                                |
| 1815                                     | 1815                                     |                                          | 3.416                                    | 3.416                                    |
| 1835                                     | 1835                                     |                                          | 5.848                                    | 5.848                                    |
| 1871                                     | 1871                                     |                                          | 9.701                                    | 9.701                                    |
| 1905                                     | 1905                                     |                                          | 15.501                                   | 15.501                                   |
| 1939                                     | 1939                                     |                                          | 17.525                                   | 17.525                                   |
| 1950                                     | 1950                                     |                                          | 16.827                                   | 16.827                                   |
| 1955                                     | 1955                                     |                                          | 16.524                                   | 16.524                                   |
| 1962                                     | 1962                                     |                                          | 20.175                                   | 20.175                                   |
| 1967                                     | 1967                                     |                                          | 21.400                                   | 21.400                                   |
| 1970                                     | 1970                                     |                                          | 20.765                                   | 20.765                                   |
| 1977                                     | 1977                                     |                                          | 21.226                                   | 21.226                                   |
| 1982                                     | 1982                                     |                                          | 20.436                                   | 20.436                                   |
| 1987                                     | 1987                                     |                                          | 18.584                                   | 18.584                                   |
| 1992                                     | 1992                                     |                                          | 19.374                                   | 19.374                                   |
| 1997                                     | 1997                                     |                                          | 19.857                                   | 19.857                                   |
| 2005                                     | 2005                                     |                                          | 19.335                                   | 19.335                                   |
| 2011                                     | 2011                                     |                                          | 18.644                                   | 18.644                                   |
| 2017                                     | 2017                                     |                                          | 19.116                                   | 19.116                                   |
| 2023                                     | 2023                                     |                                          | 19.882                                   | 19.882                                   |
|                                          |                                          |                                          |                                          |                                          |

### Konfessionsstatistik
Mit Stand 30. Juni 2005 waren von den Einwohnern 68,9 % römisch-katholisch, 13,9 % evangelisch und 17,7 % waren konfessionslos oder gehörten einer anderen Glaubensgemeinschaft an. Der Anteil der evangelischen und katholischen Kirchenmitglieder an der Gesamtbevölkerung ist seitdem gesunken. Mit Stand Juni 2025 waren von den Einwohnern 44,1 % katholisch, 11,2 % evangelisch und 44,7 % waren konfessionslos oder gehörten einer anderen Glaubensgemeinschaft an.

## Politik

### Stadtrat
Der Stadtrat in Mayen besteht aus 36 ehrenamtlichen Ratsmitgliedern, die bei der Kommunalwahl am 9. Juni 2024 in einer personalisierten Verhältniswahl gewählt wurden, sowie dem Vorsitzenden. Von 1999 bis zur Wahl 2024 hatte der Stadtrat 32 Ratsmitglieder, die Erhöhung auf 36 Sitze wurde nach rheinland-pfälzischem Wahlrecht durch die gestiegene Einwohnerzahl von Mayen ausgelöst.
Sitzverteilung:
| Wahl | SPD | CDU | GRÜNE | AfD | FDP | FWM | WG | KPD | CDP | DP | Gesamt   |
| ---- | --- | --- | ----- | --- | --- | --- | -- | --- | --- | -- | -------- |
| 2024 | 9   | 12  | 4     | –   | 3   | 8   | –  | –   | –   | –  | 36 Sitze |
| 2019 | 8   | 10  | 5     | 3   | 3   | 3   | –  | –   | –   | –  | 32 Sitze |
| 2014 | 10  | 13  | 4     | –   | 2   | 3   | –  | –   | –   | –  | 32 Sitze |
| 2009 | 11  | 13  | –     | –   | 3   | 5   | –  | –   | –   | –  | 32 Sitze |
| 2004 | 11  | 15  | –     | –   | 3   | 3   | –  | –   | –   | –  | 32 Sitze |
| 1999 | 14  | 15  | –     | –   | 2   | 1   | –  | –   | –   | –  | 32 Sitze |
| 1989 | 16  | 11  | 2     | –   | 2   | –   | –  | –   | –   | –  | 31 Sitze |
| 1984 | 16  | 14  | –     | –   | 1   | –   | –  | –   | –   | –  | 31 Sitze |
| 1979 | 18  | 16  | –     | –   | 1   | –   | –  | –   | –   | –  | 35 Sitze |
| 1974 | 15  | 16  | –     | –   | –   | –   | 3  | –   | –   | –  | 34 Sitze |
| 1969 | 15  | 13  | –     | –   | –   | –   | 3  | –   | –   | –  | 31 Sitze |
| 1964 | 12  | 11  | –     | –   | –   | –   | 2  | –   | –   | –  | 25 Sitze |
| 1960 | 10  | 13  | –     | –   | 2   | –   | –  | –   | –   | –  | 25 Sitze |
| 1956 | 11  | 12  | –     | –   | –   | –   | 2  | –   | –   | –  | 25 Sitze |
| 1952 | 9   | 12  | –     | –   | –   | –   | 3  | 1   | –   | –  | 25 Sitze |
| 1948 | 8   | –   | –     | –   | –   | –   | –  | 3   | 10  | 4  | 25 Sitze |
| 1946 | 7   | –   | –     | –   | –   | –   | –  | 2   | 15  | –  | 24 Sitze |

- FWM = Freie Wähler Mayen e. V.

### Oberbürgermeister
Dirk Meid (SPD) wurde am 4. November 2020 Oberbürgermeister von Mayen. Die ursprünglich für den 26. April 2020 angesetzte Neuwahl des Oberbürgermeisters war wegen der COVID-19-Pandemie in Deutschland verschoben worden. Beim ersten Wahlgang am 13. September erreichte keiner der ursprünglich drei Bewerber eine ausreichende Mehrheit. Daher kam es am 27. September zu einer Stichwahl zwischen Dirk Meid und Amtsinhaber Wolfgang Treis 40,56 %, die Meid mit einem Stimmenanteil von 59,44 % für sich entscheiden konnte. Die Wahlbeteiligung lag bei 43,1 %.
Meids Vorgänger Wolfgang Treis (Bündnis 90/Die Grünen) wurde am 9. September 2012 in der Stichwahl für das Amt des Oberbürgermeisters gegen Rolf Koch (CDU) mit 56,30 % zu 43,70 % bei einer Wahlbeteiligung von 45,51 % gewählt. Die Amtseinführung fand am 5. November statt. Zu diesem Zeitpunkt war er der erste grüne Oberbürgermeister in Rheinland-Pfalz.

### Frühere Oberbürgermeister/Bürgermeister
- 2012–2020 Wolfgang Treis
- 2008–2012 Veronika Fischer
- 1990–2008 Günter Laux
- 1976–1990 Albert Nell
- 1966–1976 Elmar Vogels
- 1949–1966 Heinrich Dahmen
- 1948–1949 Paul Keuser
- 1947–1948 Wilhelm Koll
- 1945–1947 Anton Schwindenhammer
- 1944–1945 Ludwig Bliedung
- 1942–1944 Wilhelm Münzel
- 1934–1942 Rudolf Neuenhofer
- 1933–1934 Edgar Heiliger
- 1921–1933 Alfred Scholtissek
- 1907–1920 Karl Pohl
- 1876–1907 Rudolf Grennebach
- 1859–1876 Johann Ernst Adams
- 1857–1859 Georg Bopp

### Ortsvorsteher
Ortsvorsteher gibt es in den vier Ortsbezirken Alzheim, Hausen, Kürrenberg und Nitztal.

### Städtepartnerschaften
Mayen hält Städtepartnerschaften mit folgenden Städten:
- Joigny (Frankreich), seit 1964
- Godalming (Vereinigtes Königreich), seit 1982
- Uherské Hradiště (Tschechien), seit 1994

### Wappen
| Wappen von Mayen | Blasonierung: „In Silber ein durchgehendes, facettiertes, rotes Balkenkreuz, oben rechts und unten links begleitet mit einem linksgewendeten roten Schlüssel, oben links und unten rechts mit einem fünfblättrigen grünen Baum (Maibaum-Buche), jeweils den Querbalken teilweise belegend.“                                                                                             |
| Wappen von Mayen | Wappenbegründung: Das Wappen der Stadt Mayen stellt das rote kurtrierische Kreuz mit Mittelrippe auf silbernem Grund dar. In den durch das Kreuz gebildeten Feldern befindet sich im rechten oberen und linken unteren Feld je ein roter Schlüssel; der Schlüsselbart steht oben und weist nach links. In den beiden übrigen Feldern ist je ein grüner Baum (Maibaum-Buche) abgebildet. |

## Kultur und Sehenswürdigkeiten

### Bauwerke

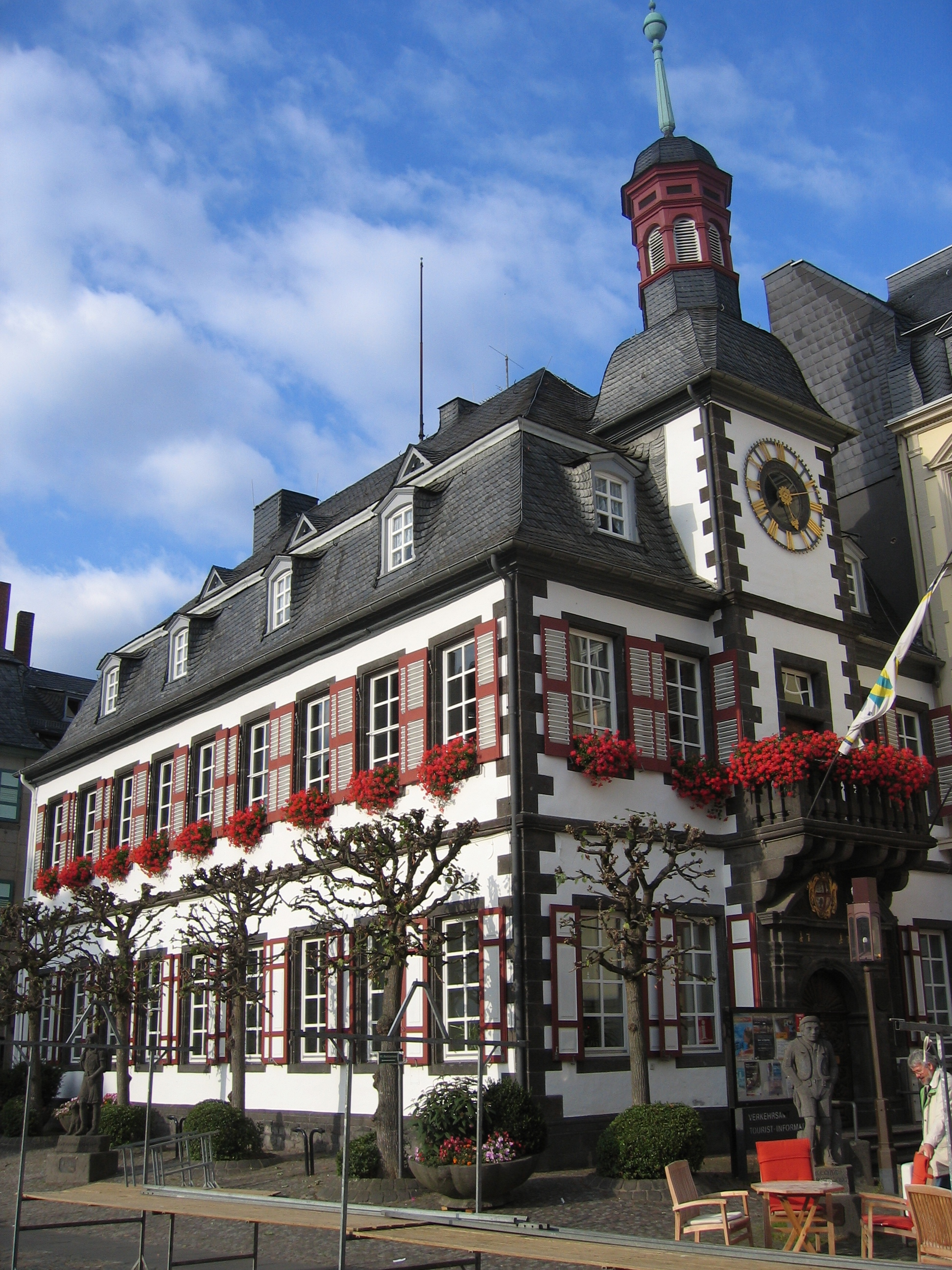
Altes Rathaus

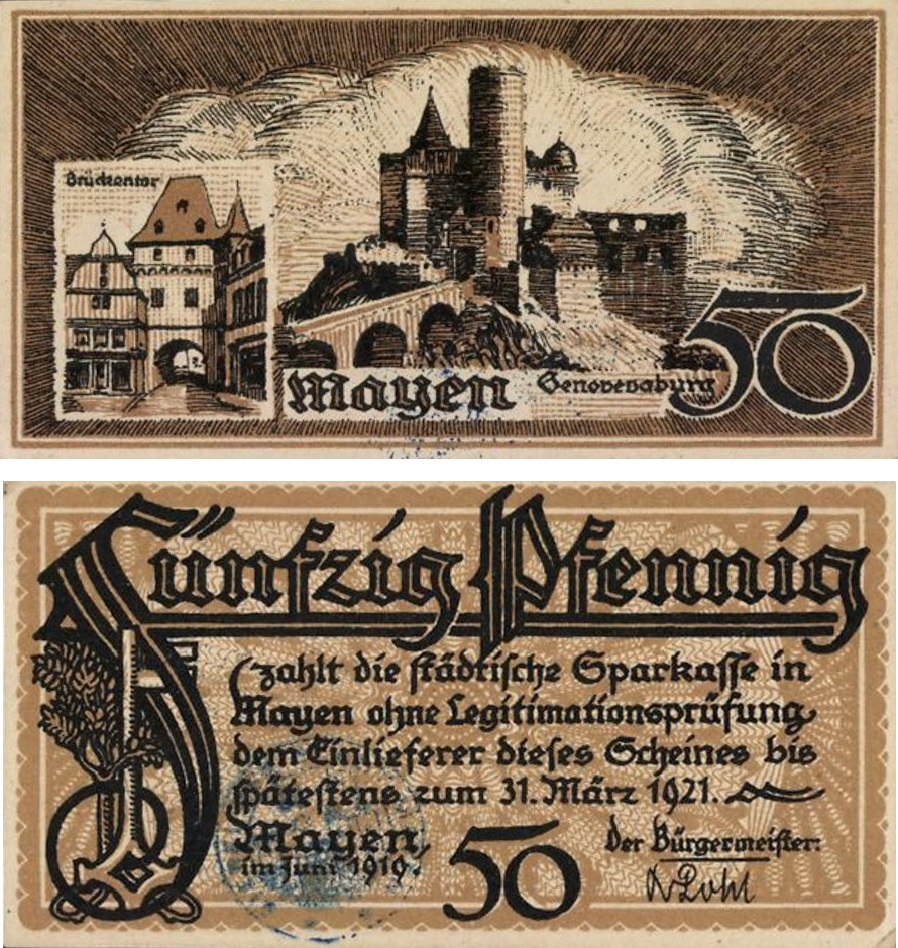
Notgeld Mayen, 1919, 50 Pfennig, Stadtansicht mit Genovevaburg und Brückentor

- Genovevaburg aus dem 13. Jahrhundert – darin das Eifelmuseum mit dem Deutschen Schieferbergwerk
- Pfarrkirche St. Clemens mit verdrehtem Turm, Wahrzeichen der Stadt, 1945 wiedererrichtet
- Pfarrkirche Herz-Jesu von 1911/12
- St.-Veit-Kirche von 1954 nach Plänen von Dominikus Böhm
- Obertor
- Brückentor
- Wehrgang
- Mühlenturm
- Vogelsturm
- Altes Rathaus von 1717
- Altes Arresthaus – Heimat des Eifelarchives[20]
- Marktbrunnen
- Stierbrunnen
- Synagoge, zerstört
- Jüdischer Friedhof
- Lapideapark des Mayener Bildhauersymposiums im Mayener Grubenfeld
- Im Nettetal: Schloss Bürresheim
- Rekonstruktion der spätrömischen Höhenbefestigung auf dem Katzenberg

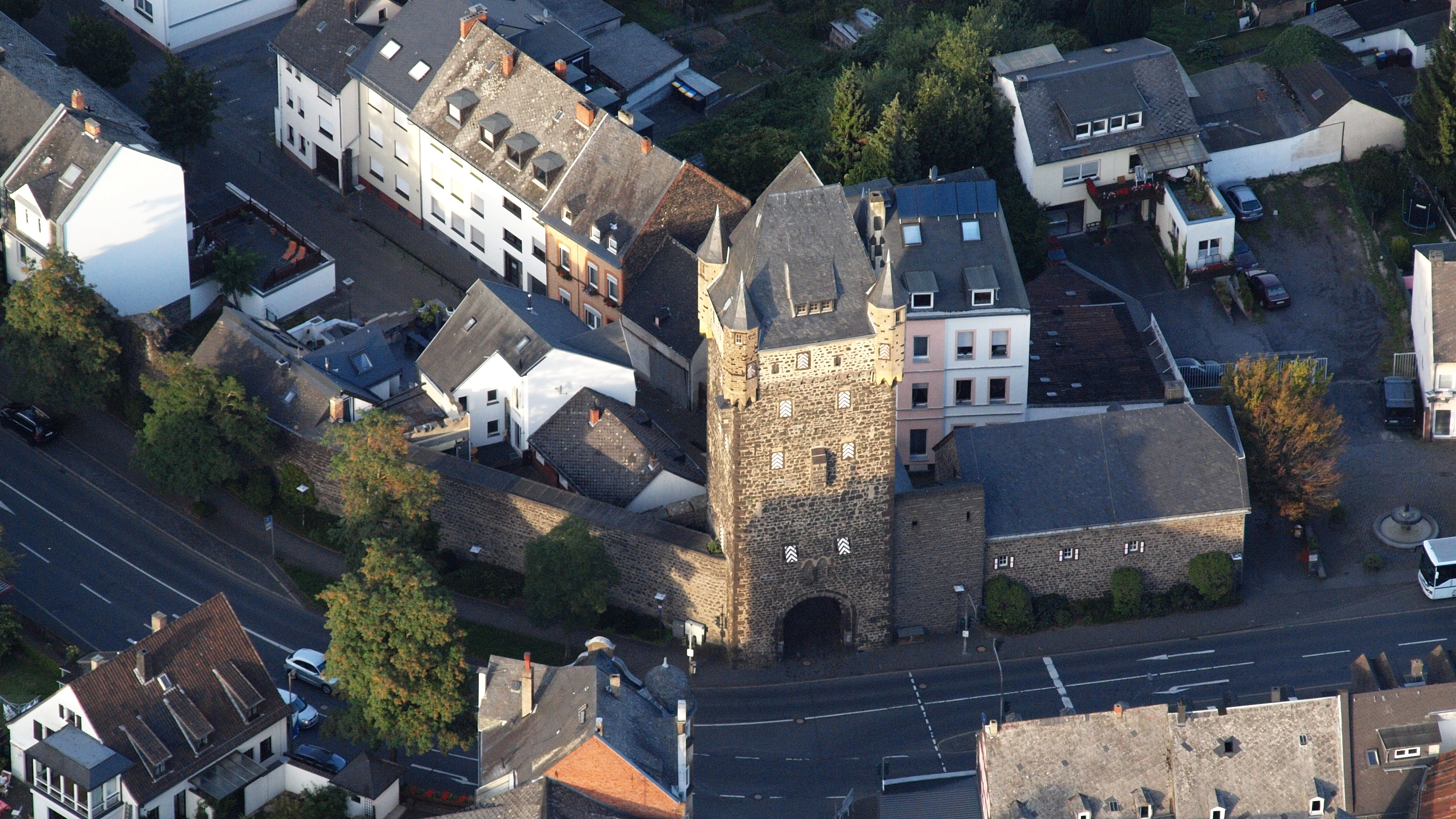
Obertor, Theodore-Dreiser-Haus
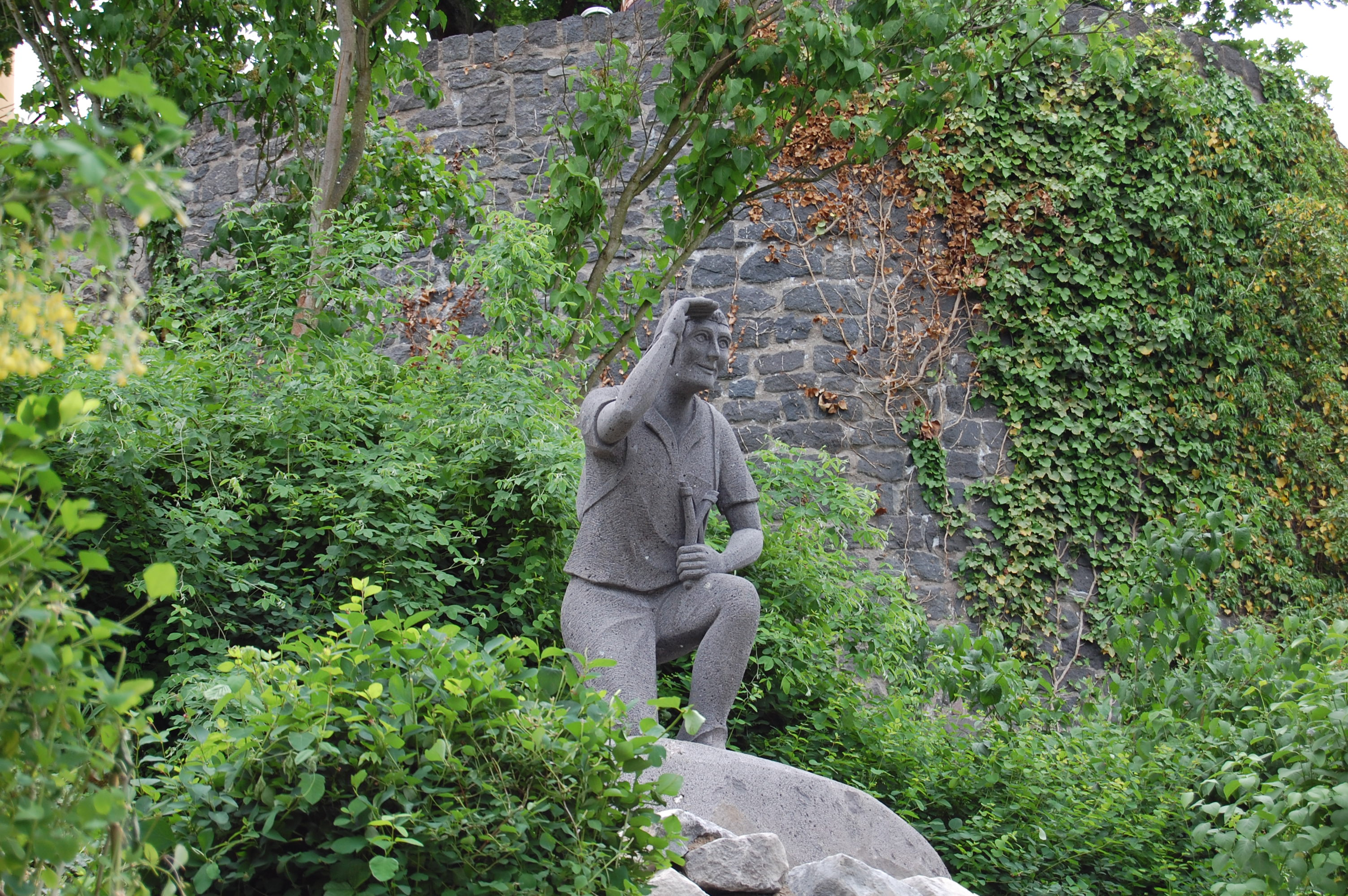
Mayener Jung, Entwurf von Mario Adorf
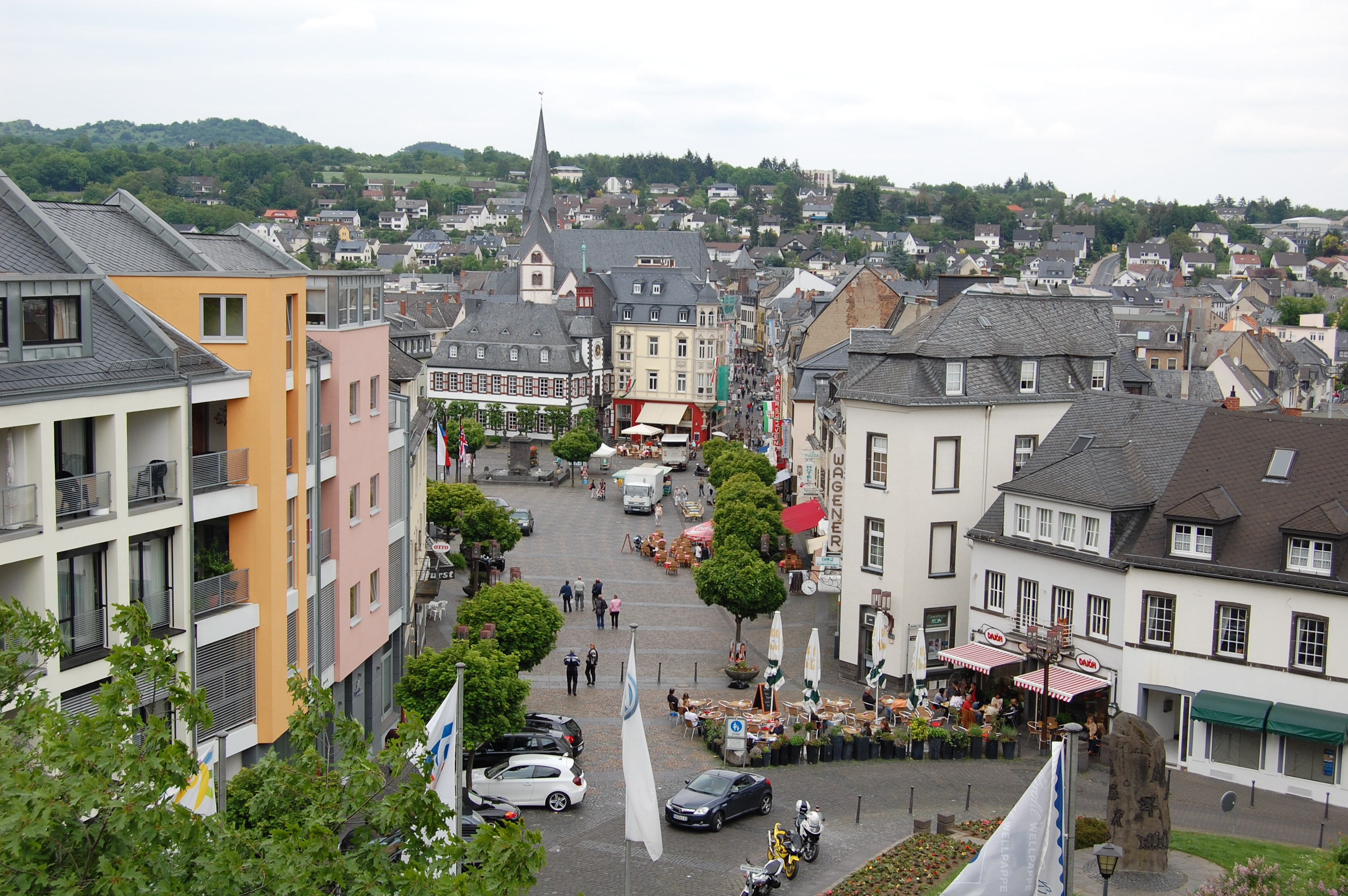
Marktplatz von der Genovevaburg aus
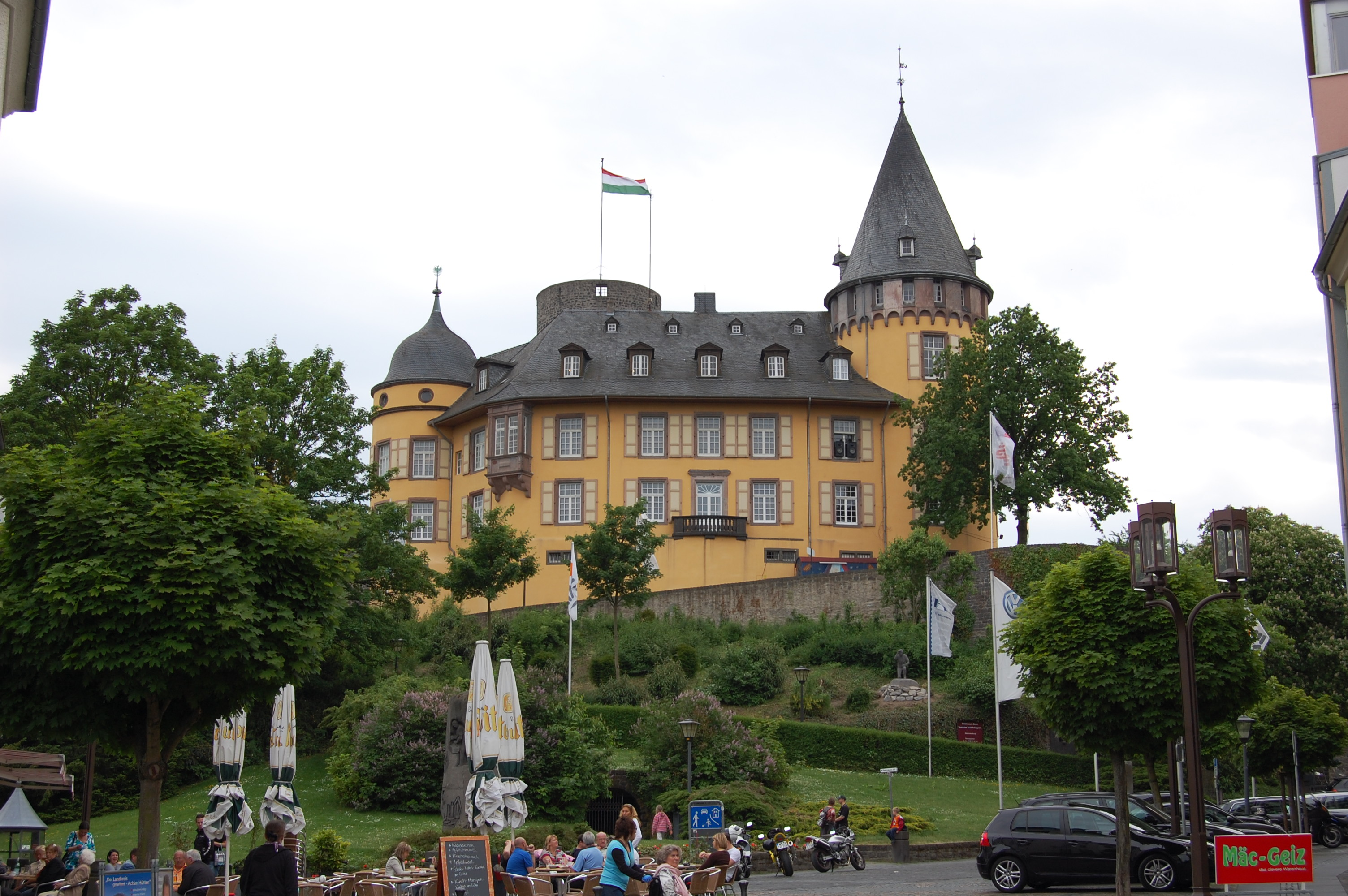
Genovevaburg
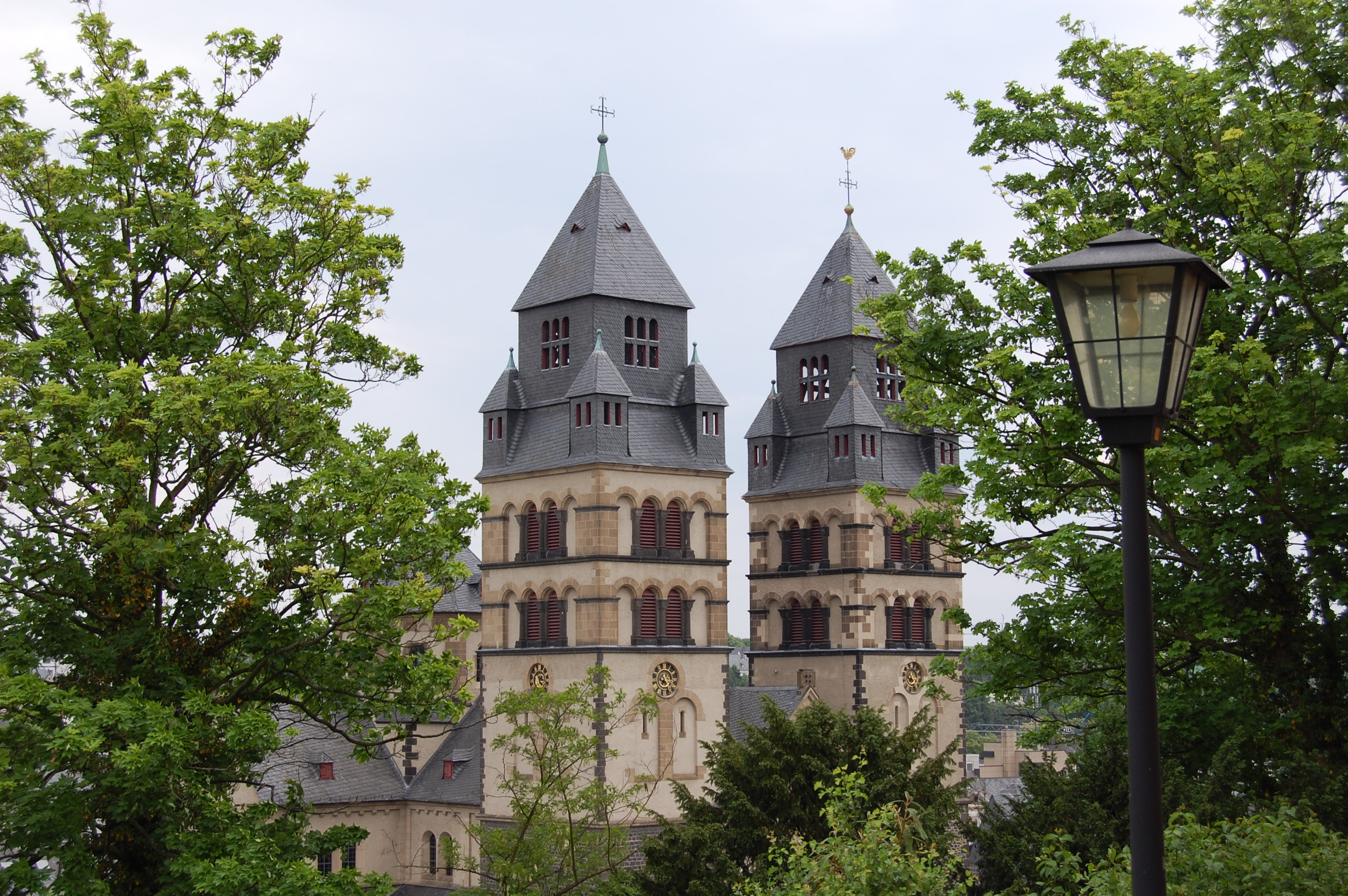
Herz-Jesu-Kirche
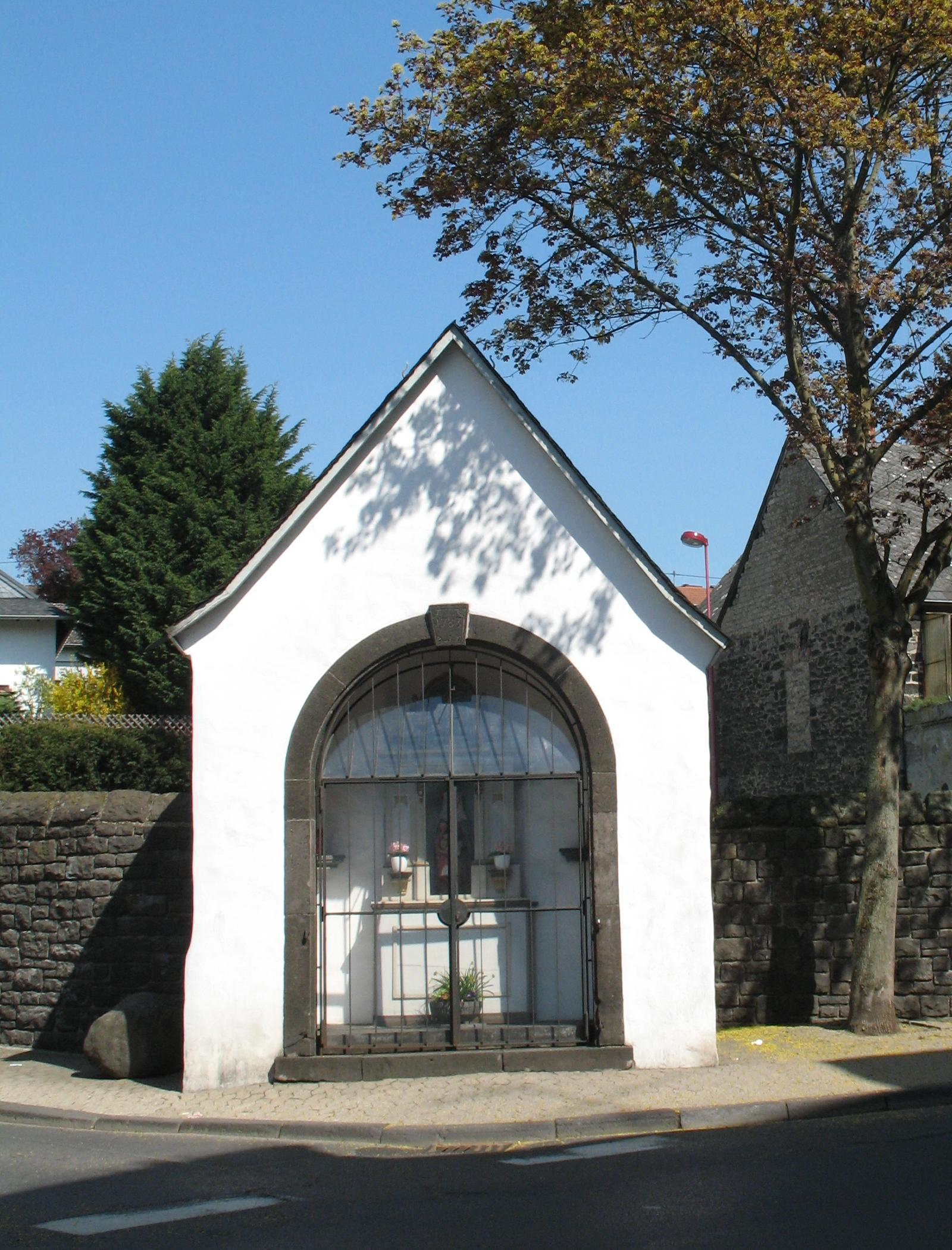
Annen-Kapelle

### Museen
- Das Eifelmuseum zeigt die Entstehung der Eifellandschaft und das Alltagsleben der Bewohner.
- Das Deutsche Schieferbergwerk ist ein Museum im Stollensystem unter der Genovevaburg.
- Erlebniswelten Grubenfeld – Das Vulkanpark-Erlebniszentrum zum Thema Basaltabbau.

### Freizeit
- Nettebad (Freibad – Hallenbad – Sauna) – ein Sport- und Freizeitbad mit einer hangverlegten Wasserrutschbahn mit einer Länge von 140 m
- Tolli-Park
- Kletterwald Vulkanpark
- Sportpark Nettetal (Indoor Tennisplätze & Soccer Cage)

### Veranstaltungen
- Mayen war Austragungsort des 46. Deutschen Wandertages 1937.
- 2016 feierte die Stadt Mayen ihren 725. Geburtstag.
- Lukasmarkt – Jahrmarkt im Oktober mit einer Woche Fahrgeschäften sowie Pferde-, Schaf- und Krammarkt (bereits Anfang des 15. Jahrhunderts urkundlich erwähnt).
- Burgfestspiele – In der Zeit von Mai bis August finden im Innenhof der Genovevaburg und auf der kleinen Bühne im „Alten Arresthaus“ jährlich unterschiedliche Theateraufführungen in eigener Intendanz statt
- Pfingstmarkt (Trödelmarkt)
- Römerfest auf dem Grubenfeld (am 2. Juli-Wochenende)
- Stein- und Burgfest mit Handwerker- und Bauernmarkt (am 2. September-Wochenende)
- Festival der Magie mit Hexen- und Magiermarkt (letztes Oktoberwochenende)
- Adventmarkt auf der Genovevaburg (am 1. Advent-Wochenende)
- Mayener Buch- und Kulturwoche: Anfang November findet in jedem Jahr die Buch- und Kulturwoche mit Autorenlesungen statt

## Wirtschaft, Verkehr und Infrastruktur

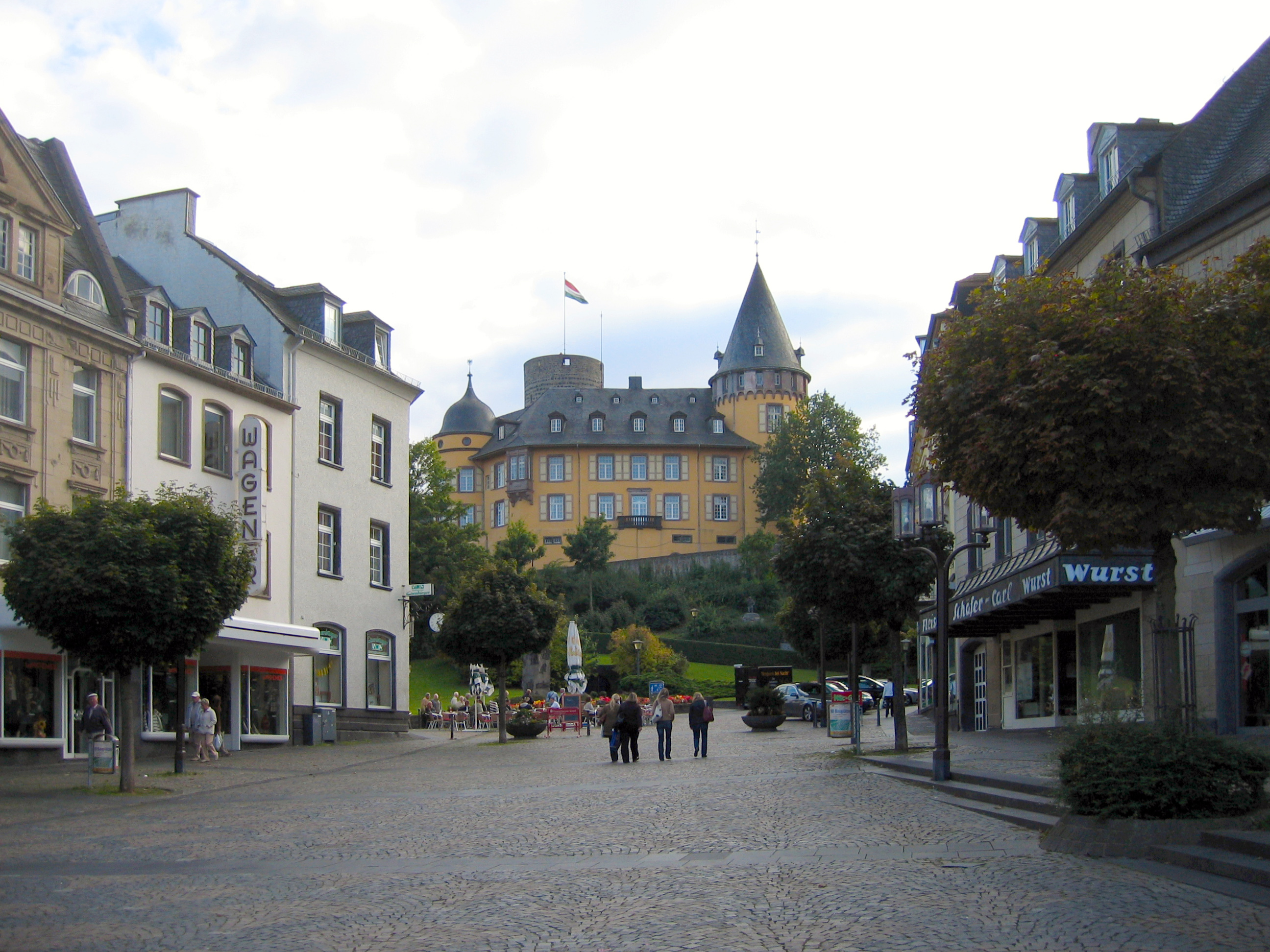
Der obere Marktplatz von Mayen, im Hintergrund die Genovevaburg

### Handel
In der Innenstadt befindet sich die Fußgängerzone mit überwiegend ortsansässigem Einzelhandel.
Im Gewerbegebiet sind überregionale Handelsketten zu finden.
Geldinstitute in Mayen sind die Volksbank RheinAhrEifel eG und der Kreissparkasse Mayen.

### Industrie
Mayen verfügt über Betriebe des Basaltlava- und Schieferabbaus (z. B. lange Zeit die seit 2019 geschlossene Grube Katzenberg), der Kartonherstellung (Kartonfabrik WEIG), des Maschinenbaus und der Aluminium- und Kunststoffverarbeitung.
Mit Brohl Wellpappe hat ein Traditionsunternehmen (Gründung 1778) seinen Hauptsitz in Mayen.

### Verkehr

#### Straßenverkehr
Mayen liegt nahe der A 61 (Köln–Ludwigshafen) und der A 48 (Trier–Koblenz). Ferner führen die Bundesstraßen 256, 258 und 262 durch das Stadtgebiet.

#### Schienenverkehr

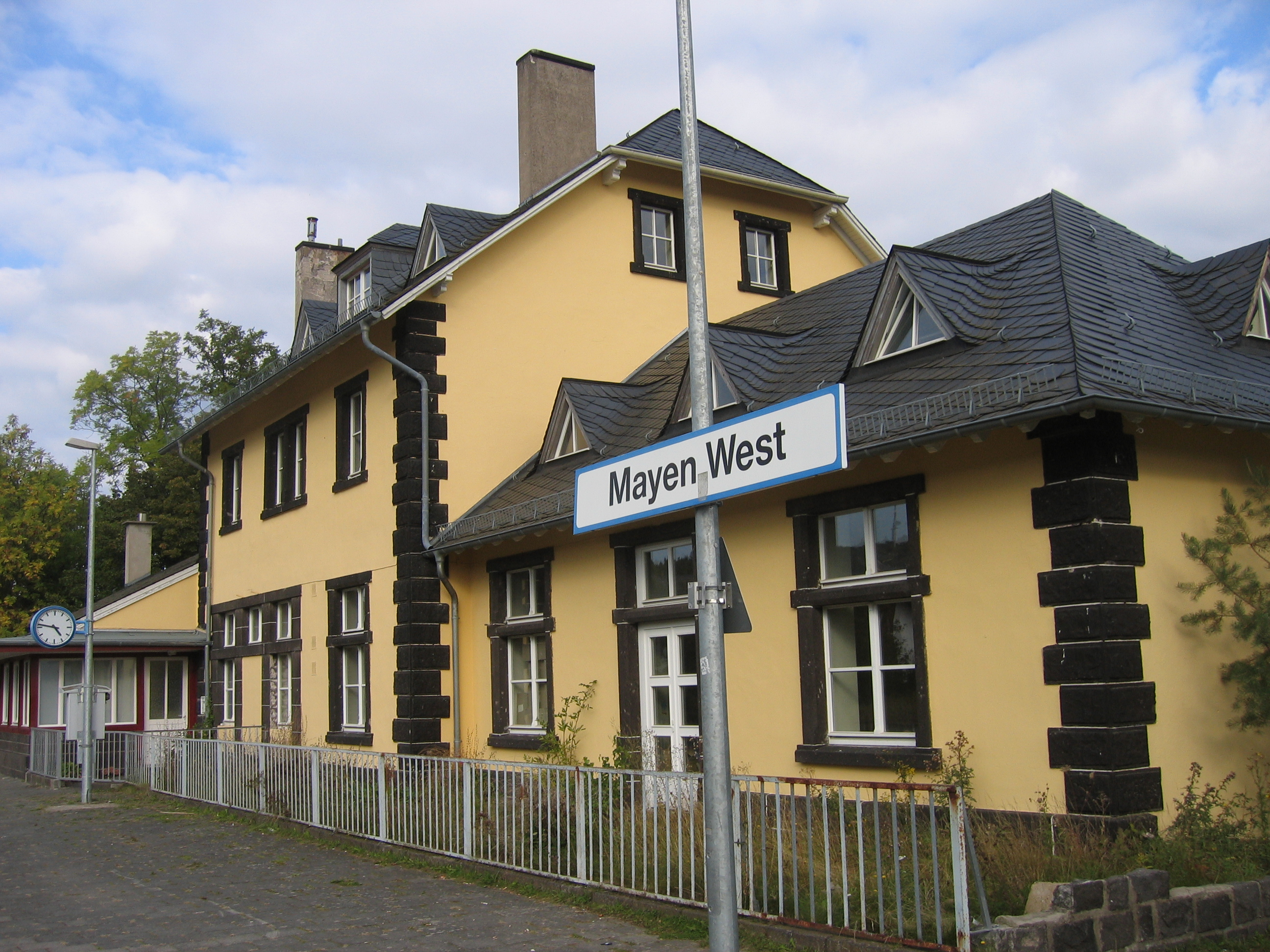
Bahnhof Mayen West …

Mayen hat zwei Zugangsstellen zum Schienenpersonennahverkehr, den Bahnhof Mayen Ost und den Haltepunkt Mayen West (ehemaliger Bahnhof) an der Eifelquerbahn (von Andernach über Mendig und Mayen nach Kaisersesch). Zudem ist die Errichtung eines weiteren Haltepunktes Mayen-Brückentor für 700.000 Euro am Bahnübergang über die Straße Auf der Eich geplant. Der SPNV Nord erwartet für Mayen-Brückentor eine tägliche Nachfrage von 500 Reisenden. Seit dem Fahrplanwechsel am 14. Dezember 2014 besteht durch die Regionalbahnlinie RB 23 eine umsteigefreie Verbindung von Mayen Ost über Andernach und Koblenz Hauptbahnhof nach Limburg (Lahn), auf der die Züge nach dem Rheinland-Pfalz-Takt täglich im Stundentakt fahren. Die von Andernach über Mayen nach Kaisersesch verkehrende Linie wird als RB 38 geführt.
Die nächsten Anschlüsse an den Fernverkehr bestehen in Andernach und Koblenz Hbf.

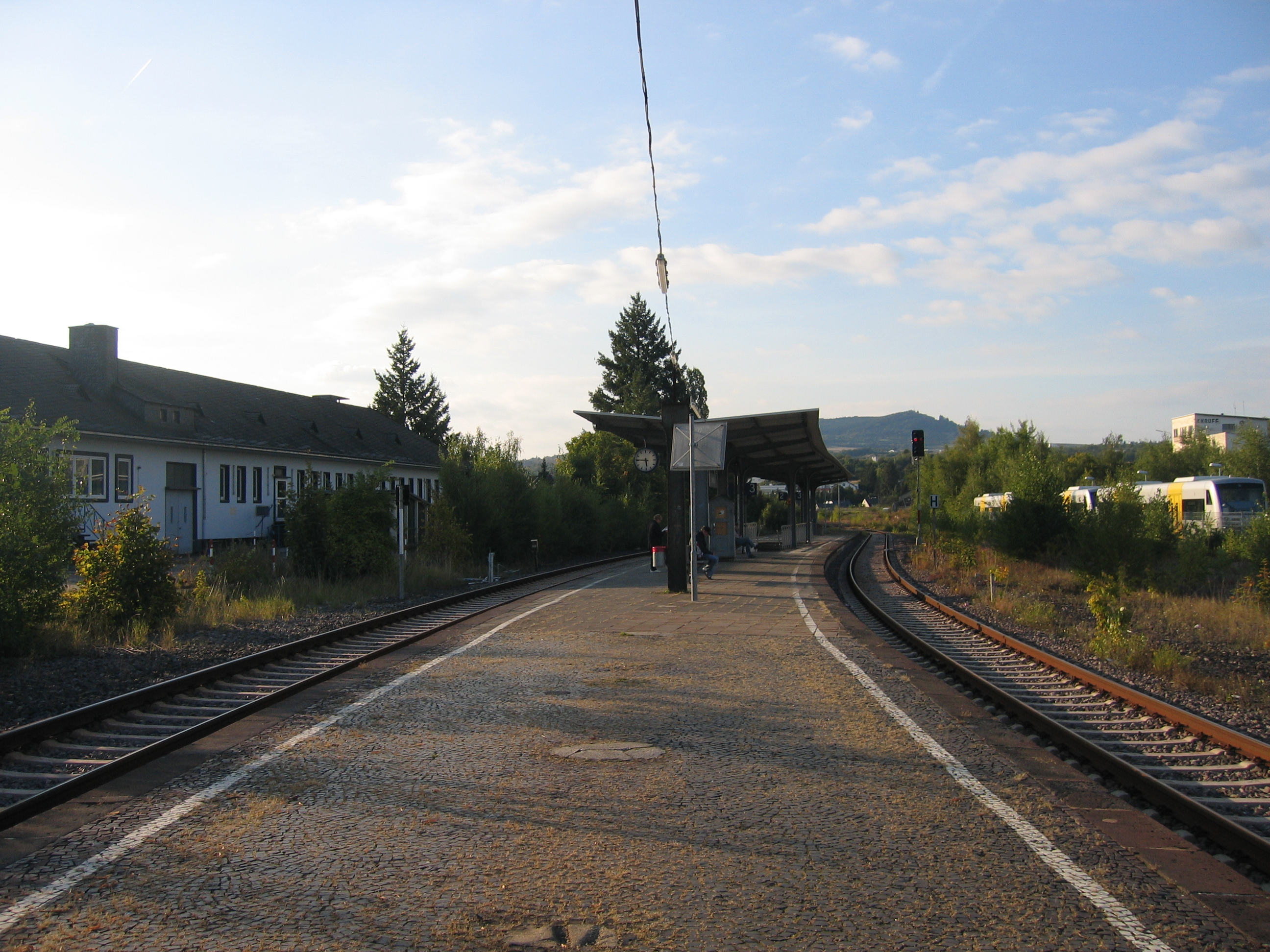
… und Bahnhof Mayen Ost

Früher existierte von Mayen Ost eine direkte Bahnverbindung über Polch und Ochtendung nach Koblenz. Am 1. Oktober 1904 wurde der Streckenabschnitt Koblenz-Lützel–Polch eröffnet. Der Abschnitt von Polch bis Mayen Ost, der ursprünglich am selben Tag mit eingeweiht werden sollte, konnte wegen eines Erdrutsches am 30. September 1904 erst am 12. November 1904 in Betrieb gehen. 1916 wurde Münstermaifeld über die Stichstrecke von aus Polch erreichbar.
Mitte der 1970er-Jahre wurde der Abschnitt Polch–Mayen Ost wegen der Oberbauschäden und des schlechten Zustands des Hausener Viadukts sowie des Hangviadukts zwischen den beiden Hausener Tunnels für den Güterverkehr und den Personenverkehr gesperrt. Nachdem die Schienen der Strecke in den 1990er-Jahren entfernt wurden, verläuft heute zwischen Mayen Ost über Polch nach Ochtendung bzw. Münstermaifeld ein Bahntrassenradweg, der Maifeld-Radweg.

#### Busverkehr
Buslinien verkehren von/nach Koblenz/Neuwied/Maria Laach und Andernach, aber auch in die Eifel. Die Stadt gehört dem Verkehrsverbund Rhein-Mosel an.

### Bildungseinrichtungen

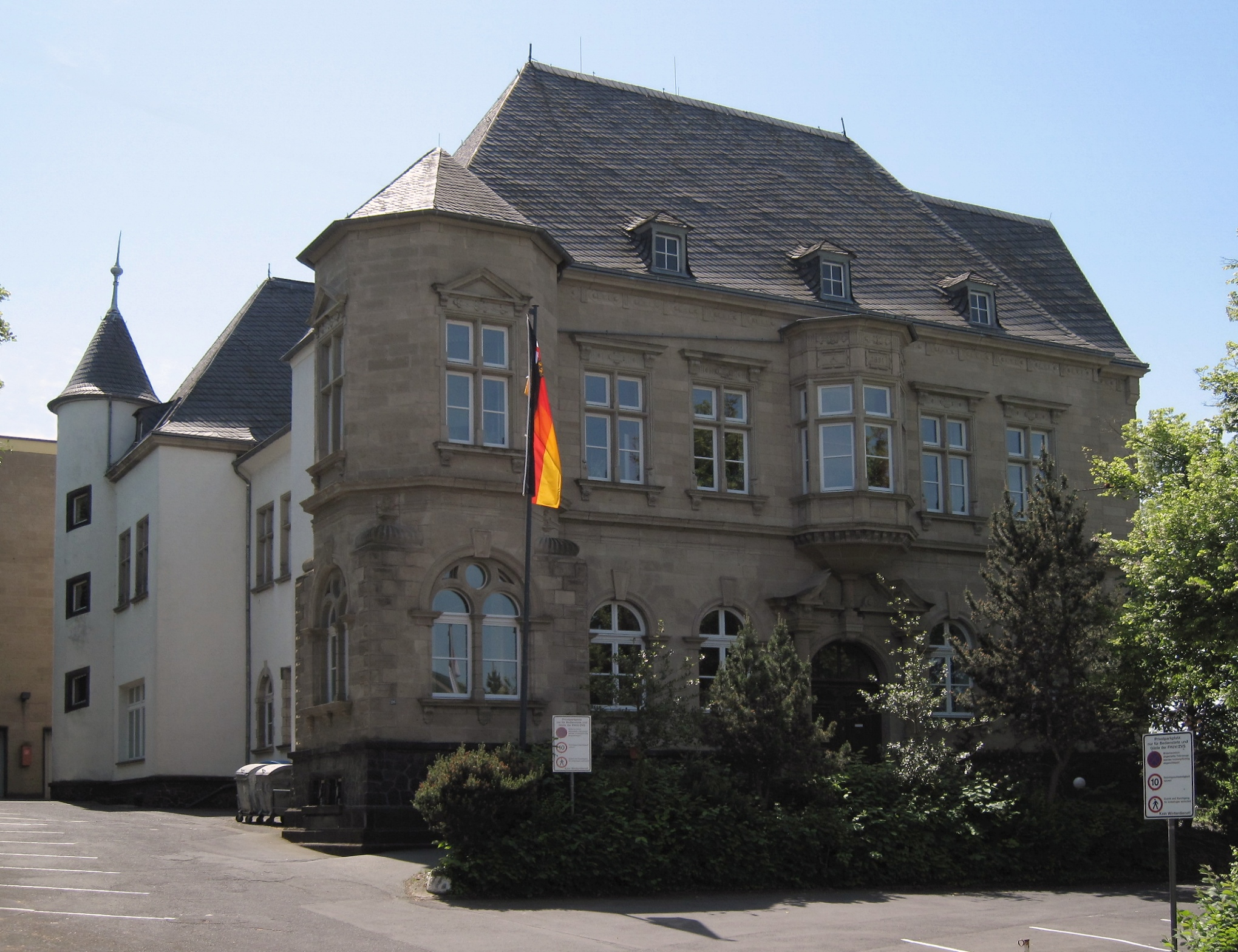
Gebäude der Hochschule für öffentliche Verwaltung

- Fünf Grundschulen – zwei davon in den Ortsteilen Hausen und Kürrenberg
- Realschule plus Albert-Schweitzer-Realschule plus
- Gymnasium Megina-Gymnasium Mayen
- Wirtschaftsgymnasium
- Berufsbildende Schule (Carl Burger-Schule mit Berufsoberschule I, Wirtschaft/Sozialwesen, Duale Berufsoberschule und Fachschulen für Altenpflege sowie für Heilerziehungspflege)
- Drei Förderschulen (Schule im Bernardshof mit FSP sozial-emotionale Entwicklung, Genoveva-Schule mit FSP ganzheitliche Entwicklung und Elisabeth-Schule mit FSP Lernen)
- Waldorfschule
- Hochschule für öffentliche Verwaltung Rheinland-Pfalz (HöV) mit der Zentralen Verwaltungsschule (ZVS) des Landes Rheinland-Pfalz
- Bundesbildungszentrum des Deutschen Dachdeckerhandwerks
- Fachzentrum für Bienen und Imkerei innerhalb des DLR Westerwald-Osteifel

### Wissenschaftliche Einrichtungen
- Das Römisch-Germanische Zentralmuseum in Mainz unterhält in Mayen den Forschungsbereich Vulkanologie, Archäologie und Technikgeschichte (VAT) und das Labor für Experimentelle Archäologie (LEA)

### Sonstige Einrichtungen
- Amtsgericht Mayen mit unter anderem dem Gemeinsamen Mahngericht der Länder Rheinland-Pfalz und Saarland
- (Gemeinschaftsklinikum Mittelrhein, St. Elisabeth Mayen)
- Rettungswache
- Oberst-Hauschild-Kaserne mit dem Zentrum Operative Kommunikation der Bundeswehr, Zentrums- und Kommandostelle für die kleinste Truppengattung der Bundeswehr
- Radio Andernach, dem Soldatensender der Bundeswehr.
- Tierheim Mayen im Stadtteil Alzheim, betrieben vom Tierschutzverein Mayen und Umgebung e. V.[23]

### Sport
- Die Fußballabteilung des TuS Mayen spielt in der Rheinlandliga.
- Der älteste Fußballverein ist der SV Rheinland Mayen. In der früheren Boxabteilung trainierte der Schauspieler Mario Adorf.
- Der Tennisverein TuS Mayen 1886/1914 bot 1910 die Möglichkeit, in Mayen Tennis zu spielen. Dominik Meffert als bekanntestes Mitglied des Vereins erreichte 2012 Platz 161 der ATP-Weltrangliste.
- Tennisverein TC am Kleeblatt Mayen vom 1978 mit sechs Sandplätzen. Die beiden Tennisvereine fusionierten 2018.
- AC Mayen, Motorsportvereine im ADAC Gau Mittelrhein. Er richtet fast alle Großveranstaltungen auf dem Nürburgring aus (Formel-1-Weltmeisterschaft – Großer Preis von Europa 1995–1996 sowie 1999–2007); zuvor Großer Preis von Deutschland (1951–1976 mit Ausnahme 1959 und 1970), ADAC 1000 km-Rennen, 24 h-Rennen u. a.) Gegründet wurde der Verein im Jahre 1927.
- Die DLRG Mayen bildet ihre Mitglieder im Gartenbad Mayen aus und führt Wasserrettungsdienst an Seen und Schwimmbädern durch.
- Fußballverein TuS Hausen von 1894
- Bushido-Club Mayen von 1985, hervorgegangen aus dem Judo- und Karateclub von 1972